# Maciej Bobrowicz
Maciej Zbigniew Bobrowicz (ur. 1954) – polski prawnik, radca prawny, prezes Krajowej Rady Radców Prawnych (2007–2010, 2010–2013, 2016-2020).

## Życiorys
Ukończył studia prawnicze na Wydziale Prawa i Administracji Uniwersytetu im. Adama Mickiewicza w Poznaniu.
Dodatkowo ukończył:
- studia podyplomowe na Uniwersytecie Jagiellońskim w Krakowie (Instytut Prawa Własności Intelektualnej)
- studia podyplomowe w Instytucie Europejskim w Łodzi (Studium Prawa Europejskiego)
- Studium Menadżerskie GLOBAL MINI MBA – dyplom University of Maryland i Uniwersytetu Łódzkiego

W 1983 został radcą prawnym. Prowadzi kancelarię radcy prawnego w Zielonej Górze. Został arbitrem Sądu Arbitrażowego w Konfederacji Lewiatan i mediatorem w Centrum Mediacji Gospodarczej Lewiatana.
W 2007 został po raz pierwszy wybrany na stanowisko prezesa Krajowej Rady Radców Prawnych, po raz drugi w 2010 i po raz trzeci w 2016.
Objął stanowisko przewodniczącego utworzonego w 2015 Porozumienia Samorządów Zawodowych i Stowarzyszeń Prawniczych.
W 2017 został członkiem Społecznej Komisji Kodyfikacyjnej.

## Publikacje
Autor pierwszych w Polsce książek o mediacji gospodarczej
- „Mediacja. Jestem za”
- „Mediacje gospodarcze – jak mediować i przekonywać”

## Pełnione funkcje
- prezes Krajowej Rady Radców Prawnych (2007–2010, 2010–2013, 2016–2020)
- dyrektor Centrum Mediacji Gospodarczej przy Krajowej Radzie Radców Prawnych w latach 2014–2016
- były prezes Centrum Mediacji przy Sądzie Polubownym przy Polskiej Konfederacji Pracodawców Prywatnych – „Lewiatan”
- były prezes Centrum Mediacji przy Sądzie Polubownym przy Krajowej Izbie Gospodarczej
- wieloletni członek Społecznej Komisji ds Konfliktów i Rozwiązywania Sporów przy Ministrze Sprawiedliwości
- członek Komitetu Sterującego Społecznej Komisji Kodyfikacyjnej[6]

## Odznaczenia i wyróżnienia
- Krzyż Oficerski Orderu Odrodzenia Polski (2013)[7]
- Srebrny Krzyż Zasługi (2001)[8]
- Odznaka Honorowa za Zasługi dla Wymiaru Sprawiedliwości (2024)[9]
- Medal „Zasłużony dla Wymiaru Sprawiedliwości – Bene Merentibus Iustitiae” (2017)[10][11]
- Dwukrotnie uznany za jednego z najbardziej wpływowych polskich prawników w rankingu Dziennika-Gazety Prawnej[12][13].